# 光波导
光波导是引导可见光段中的电磁波的物理结构。常见类型的光波导包括光纤和矩形波导。 
光波导可用作集成光路中的组件或用作本地和长途光通信系统中的传输介质。 
光波导可根据其几何形状（平面、条带或光纤波导）、模式结构（单模、多模）、折射率分布（阶梯或梯度折射率）和材料（玻璃 、 聚合物、半导体）进行分类。 

## 介质平板波导

电介质平板波导由具有不同折射率的三个电介质层组成。

实际应用的矩形几何光波导最容易理解为理论介质平板波导，也称为平面波导的变体。平板波导由具有不同介电常数的三层材料组成，在平行于它们的界面的方向上无限延伸。
光可以通过全内反射限制在中间层中。仅当中间层的介电指数大于周围层的介电指数时才会发生这种情况。在实践中，平板波导在平行于界面的方向上不是无限的，但是如果界面的典型尺寸远大于层的深度，则平板波导模型将是非常接近的。 平板波导的引导模式不能被从顶部或底部界面入射的光激发。 光线必须从侧面注入中间层。 或者可以使用耦合元件将光耦合到波导中，例如光栅耦合器或棱镜耦合器。
引导模式中的一种模式是平面波来回反射的中间层的两个接口之间，入射角在光的传播方向和平行的或垂直的方向之间，在材料界面更大过临界角 。 临界角取决于材料的折射率，可以根据光的波长而变化。 这种传播将仅在一组离散的角度处产生导向模式，其中反射的平面波不会破坏性地干扰其自身。
该结构仅在一个方向上限制电磁波，因此几乎没有实际应用。 然而，近似为平板波导的结构有时会作为其他装置中的附带结构出现。
波导可用于增强现实眼镜 ，现有2种技术：衍射波导和反射波导。 Karl Guttag将衍射波导的光学与竞争技术——反射波导进行竞争。 

## 二维波导

### 条形波导
条形波导基本上是限制在包层之间的层的条带。 最简单的情况是矩形波导 ，当平板波导的引导层在两个横向方向上而不是仅仅横向方向受到限制时形成矩形波导。矩形波导用于集成光学电路和激光二极管中 。 它们通常用作馬赫－曾德爾干涉儀和波分复用器等光学元件的基础。 激光二极管的腔通常构造为矩形光波导。 具有矩形几何形状的光波导通过各种方式产生，通常通过平面工艺制造 。 
矩形波导中的场分布不能通过分析求解，但是已知近似求解方法，例如Marcatili方法 ，  扩展Marcatili方法 和Kumar方法 。 

### 肋形波导
肋形波导是一种波导，其中引导层基本上由平板构成，其上叠加有条带（或多个条带）。 肋波导还在两个维度上提供波的限制。 

### 分段波导和光子晶体波导
光波导通常沿其传播方向保持恒定的横截面。 这是条形和肋形波导的情况。 然而，波导也可以在其横截面上具有周期性变化，同时仍允许通过所谓的布洛赫模式进行无损光传输。 这种波导被称为分段波导（沿着传播方向具有一维图案 ）或者称为光子晶体波导（具有二维或三维图案 ）。 

### 激光刻录波导
光波导在光子学中有它们最重要的应用。在三维空间中配置波导提供了芯片上的电子元件和光纤之间的集成。这种波导可以被设计用于在通信波长处的红外光的单模传播，并且被配置为以非常低的损耗在输入和输出位置之间传递光信号。 

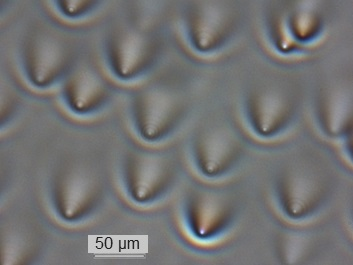
由于在193nm激光照射下累积的自聚焦效应，在纯石英玻璃中形成光学波导。 图为使用透射显微镜和准直照明。

构造这种波导的方法之一利用透明材料中的光折变效应。 通过脉冲激光的非线性吸收可以引起材料折射率的增加。 为了最大化折射率的增加，使用非常短（通常为飞秒）的激光脉冲，并用高NA显微镜物镜聚焦。 通过将焦斑透过体透明材料，可以直接写入波导。 该方法的变体使用低NA显微镜物镜并沿着光束轴平移焦斑。这改善了聚焦激光束和光折射材料之间的重叠，从而减少了激光器所需的功率。 
当透明材料暴露于具有足够亮度的未聚焦激光束以启动光折变效应时，由于累积的自聚焦 ，波导可以自己开始形成。  这种波导的形成导致激光束的破裂。 持续曝光导致折射率朝向每个波导的中心线累积，并且导致传播光的模场直径的崩溃。 这种波导永久保留在玻璃中，可以离线拍摄（见右图）。

## 光管
光管是用于引导短距离光的固体材料的管或圆柱体。在电子设备中，塑料光管用于将来自电路板上的LED的光引导到用户界面表面。在建筑物中，光管用于将照明从建筑物外部转移到内部需要的地方。

## 光纤

光通过多模光纤传播。

光纤通常是圆形横截面电介质波导，由介电材料构成，该介电材料被具有较低折射率的另一电介质材料包围。 光纤通常由石英玻璃制成 ，但是其他玻璃材料也用于某些应用，塑料光纤可用于短距离应用。

## 请参见
- 截止频率
- 相对电容率
- 数字平面全息术
- 电磁辐射
- 掺铒波导放大器
- 均衡模式分布
- 漏水模式
- 边光显示器
- 介质
- 波导
- 电磁波导
- 光子晶体光纤
- 光子晶体
- 棱镜耦合器
- 零模波导